# Marc Fascher
Marc Fascher (* 4. August 1968 in Hamburg) ist ein ehemaliger deutscher Fußballspieler und jetziger -trainer. Er ist der Neffe des Musikmanagers Horst Fascher.

## Karriere
Sein erster Verein war Grün-Weiß Eimsbüttel. Während seiner Spielerkarriere erreichte Fascher 1987 mit der A-Jugend der Hamburger Turnerschaft von 1816 (HT16) unter seinem Vater Fred als Trainer das Viertelfinale um die deutsche Meisterschaft. Zu seinen Mannschaftskameraden bei der HT16 gehörten Elard Ostermann und Kreso Kovacec. Im Herrenbereich spielte er als Verteidiger ab 1987 für den FC Süderelbe, 1990 wechselte er innerhalb der Verbandsliga zum SV Lurup, spielte dann beim SC Victoria Hamburg, den er 1992 in Richtung Concordia Hamburg (Verbandsliga) verließ, im selben Jahr dann aber an den HEBC (Landesliga) ausgeliehen wurde, bei dem sein Vater das Traineramt ausübte. Mit 25 Jahren beendete er seine Spielerkarriere und begann die Trainerlaufbahn. In seiner Heimatstadt war er zunächst beim HEBC tätig.
Mitte Oktober 1994 stieg er beim Regionalligisten SV Lurup nach der Entlassung von Dietmar Demuth vom Assistenz- zum Übergangscheftrainer auf. Diese Tätigkeit endete rund eine Woche später, als Lurup Willi Reimann als neuen Trainer einstellte. Reimann verzichtete auf Fascher als Co-Trainer.
1995 wurde er Trainer des Harburger SC in der Landesliga. 1996 wechselte er in die Nachwuchsabteilung des Hamburger SV. Fascher war Co-Trainer beim SV Meppen und dann als Trainer beim TSV Pansdorf tätig, ehe er im Juli 2000 die Trainerstelle beim Fünftligisten Concordia Hamburg annahm, für den er bis April 2004 tätig war. Trotz sportlicher Qualifikation entschied sich das Präsidium von Concordia, aus finanziellen Gründen auf den Aufstieg in die Oberliga zu verzichten.
Zur Saison 2004/05 wechselte Fascher zu Kickers Emden. Mit Kickers wurde er auf Anhieb Meister. Das taktische Konzept Faschers war vor allem von einer sicheren Defensive geprägt. Emden holte damit aus 34 Spielen 84 Punkte und ging mit einem Vorsprung von sechs Punkten auf den Zweitplatzierten SV Wilhelmshaven ins Ziel. In den 34 Spielen kassierte Kickers lediglich 18 Gegentreffer. In der ersten Saison in der Regionalliga Nord wurde Emden mit demselben Konzept Tabellenneunter, in der darauffolgenden Saison spielte Kickers sogar bis zum letzten Spieltag um den Aufstieg mit, wurde letztlich aber Vierter. Fascher erlebte das letzte Saisonspiel beim Wuppertaler SV jedoch schon nicht mehr auf der Trainerbank mit: Nach Differenzen mit dem Präsidium und der Ankündigung, den Verein verlassen zu wollen, entließen ihn die Kickers-Verantwortlichen vor dem letzten Spieltag.
In der Saison 2007/08 war er kurzzeitig für die Sportfreunde Siegen tätig, verpasste mit ihnen jedoch die Qualifikation zur neuen 3. Liga. Am 23. März 2009 wurde er Trainer des Drittligisten FC Carl Zeiss Jena. Er trat die Nachfolge von René van Eck an, der nach einer Serie siegloser Spiele und dem Abrutschen in die Abstiegszone entlassen worden war. Fascher war bereits zu Saisonbeginn als Trainer in Jena im Gespräch, die Verantwortlichen hatten sich jedoch für van Eck entschieden. Trotz erreichtem Klassenerhalt wurde Fascher am 29. Mai 2009 entlassen.
Am 21. März 2010 wurde Fascher neuer Trainer des SC Preußen Münster, bei dem er zunächst einen Vertrag bis zum 30. Juni 2010 erhielt. Dieser wurde am 30. April 2010 bis zum Ende der Saison 2010/11 verlängert. Am 6. Mai 2011 stieg Marc Fascher mit Preußen Münster bereits am 31. Spieltag der Regionalliga West in die 3. Liga auf. Damit verlängerte sich sein Vertrag automatisch um ein Jahr. Am 23. Januar 2012 trennte sich Preußen Münster mit sofortiger Wirkung von Fascher. Er hatte zuvor angekündigt, den Verein zum Saisonende 2011/12 verlassen zu wollen.
Am 5. September 2012 verpflichtete Hansa Rostock Marc Fascher als Nachfolger des tags zuvor freigestellten Wolfgang Wolf. Er wurde bis zum Saisonende 2012/13 als Trainer unter Vertrag genommen. Nachdem unter Fascher kein eindeutiger sportlicher Aufschwung stattfand, wurde der Vertrag von Seiten des Vereins im Sommer 2013 nicht verlängert.
Mitte März 2014 übernahm Fascher als Nachfolger von Waldemar Wrobel das Traineramt bei Rot-Weiss Essen. 2014/2015 spielte die Mannschaft von Rot-Weiss Essen lange um die Aufstiegsplätze der Regionalliga West mit, rutschte jedoch im Frühjahr 2015 nach vier Niederlagen in sechs Spielen in der Tabelle ab. Das nahm der Verein Ende März 2015  zum Anlass, die Trennung von Marc Fascher anzukündigen.
Anschließend war Fascher ab dem 1. August 2015 für rund zehn Monate in Kuwait als Co-Trainer von Wolfgang Rolff beim Erstligisten al Salmiya Club tätig. Am 27. Juli 2017 übernahm er als Nachfolger von Oscar Corrochano die Drittliga-Mannschaft der Sportfreunde Lotte. Nach einer 0:2-Heimniederlage gegen die SG Sonnenhof Großaspach wurde er am 31. Oktober 2017, ebenso wie sein Co-Trainer André Trulsen, von seinen Aufgaben freigestellt. Später wurde Fascher als Spielersichter für den SV Darmstadt 98 tätig. 2020 übernahm er für die US-amerikanische Mannschaft Chicago Fire die Spielerbeobachtung auf dem europäischen Markt, übernahm diese Tätigkeit ebenfalls für den FC Lugano.